# Picaflor de los Andes
Picaflor de los Andes, übersetzt: Kolibri der Anden, eigentlich Víctor Alberto Gil Mallma (* 8. April 1930 in Ayacucho, Peru; † 14. Juli 1975 in Lima) war ein peruanischer Musiker. Er war einer der populärsten Vertreter andiner Folklore-Musik und zu seiner Zeit ein nationales Idol. Schon zu seinen Lebzeiten war er über die Grenzen von Peru hinaus bekannt und gab Konzerte, z. B. auch in Ecuador und Bolivien. Zur Besetzung gehörten u. a. Harfe, Violine, Klarinette und Saxophon. Zu seiner Beerdigung kamen mehr als 100.000 Personen.

## Diskographie
- Aguas del Río Rímac (Virrey – 1972)
- El Genio del Huaytapallana (Philips – 1973)
- El Obrero (Philips)
- Por las Rutas del Recuerdo (Philips)
- Un Paso más en la Vida (Philips -1975)
- Un Pasajero en El Camino (Philips)
- Santísima Virgen de Cocharcas (Philips)
- Yo soy huancaíno (Virrey)
- Sangre Huanca (Philips)
- Picaflor de los Andes y su Conjunto (Virrey)
- El Proletario (Philips)
- Siempre Huancayo (Philips)
- Bodas de Plata – Canciones de Oro (Recopilatorio Álbum Doble) (Philips 1975)

Mit dem Lied Un Pasajero en Tu Camino ist er auf dem Sampler The Rough Guide to the Music of the Andes (1996, World Music Network) vertreten.